# Fascellina cervinaria
Fascellina cervinaria là một loài bướm đêm trong họ Geometridae.